# Botia udomritthiruji
Botia udomritthiruji és una espècie de peix de la família dels cobítids i de l'ordre dels cipriniformes.
És un peix d'aigua dolça, demersal i de clima tropical que viu a Àsia: la conca del riu Tenasserim al sud de Myanmar. És inofensiu per als humans.
Hom creu que, en estat salvatge, es nodreix de larves d'insectes i de petits crustacis.

## Morfologia
- El cos fa 11,5 cm de llargària màxima i presenta cinc franges verticals fosques, les quals tenen la part central més pàl·lida que les vores (amb l'edat, les vores d'aquestes franges es tornen més irregulars i fosques).
- 12 radis tous a l'aleta dorsal i 8-9 a l'anal.
- L'abdomen de la femella és més voluminós que el del mascle i té, a més, el musell arrodonit (el mascle el té allargat i amb els llavis força molsuts).[1][3][4]